# Бранко Ђоновић
Бранко Ђоновић (Томићи, код Бара, 25. август 1916 — Београд, 29. јул 1944) био је графички радник, учесник Народноослободилачке борбе и народни херој Југославије. Заједно са Слободаном Јовићем радио у илегалој штампарији ЦК КПЈ у окупираном Београду од 1941. до 1944. године.

## Биографија
Рођен је 25. августа 1916. године у селу Томићи, код Бара. Веома рано је остао без родитеља, па је извесно време живео код рођака, сиромашних сељака. Његова старија сестра Љубица, радила је на туђим имањима и по кућама. После завршене основне школе, у родном селу, радио је као водоноша на изградњи путева у Црмници.
На препоруку једног даљег рођака из главне штампарије у Београду, пошао је 17. новембра 1933. године као питомац Српског привредног друштва Привредник у Београд да се школује. После четвртог разреда гимназије пошао је на графички занат и постао је машиниста. Као добар познавалац посла и перспективан радник, 1937. године послат је на специјализацију у Немачку.
Кад је, јуна 1941. године организована нова штампарија Централног комитета Комунистичке партије Југославије, Ђоновић је, по одобрењу партије, набавио штампарску машину и аутомобилом је пребацио из Земуна у Београд, на Бањички венац, где се завршавао рад на згради у којој је требало сместити штампарију. Када му је Светозар Вукмановић Темпо понудио да ради у штампарији, Бранко је прихватио и предложио да с њим ради и словослагач Слободан Јовић. Нешто касније, на рад у штампарију су дошле и две другарице, а повремено је долазио и Ђорђе Андрејевић Кун.
Илегална штампарија на Бањиком венцу је била у посебним везама с ЦК КПЈ и Врховним штабом НОВ и ПОЈ. Њени чланови су морали да раде најодговорније и најризичније послове. Зграду су напуштали само кад су износили ствари, набављали материјал за рад и због одржавања веза с руководством.
У тајном скровишту зграде, Бранко и Слободан су сами монтирали машине. Поред штампарске машине и потребног материјала, у складишту је био и радио-апарта, оружје и друго. Радило се изузетно брзо и пожртвовано. Цели систем доношења, одношења и предаје материјала, као и процес штампања, били су организовани по свим начелима илегалног рада КПЈ и изванредно технички вођени.
Поред рада у штампарији Бранко је радио и друге послове. Излазио је у град да донеси материјал до штампарије, а када су полицијски препади постали саве чешћи и оштрији, наоружан пиштољем и бомбама, Бранко је по граду пратио другарице које су разносиле материјал.
Штампарија је радила од 1. августа 1941. до 31. августа 1943. године. У том периоду, у њој је штампано: пет бројева „Билтена Врховног штаба“; седам бројева „Гласа“; „Пролетер“ за 1942. године; брошура са збирком текстова из „Борбе“, која је тада излазила на слободној територији; проглас ЦК КПЈ од 7. новембра 1942; прогласи ПК КПЈ за Србију од 1. јула и 7. септембра 1942, марта и 1. маја 1943. године; проглас ЦК СКОЈ-а од 7. новембра 1942; „Историја СКП(б)“, „Основи Лењинизма“, „Класа пролетаријата и партија пролетаријата“ и други материјали, леци, радио-вести и друго. Све је рађено брзо, Било која вест из света, говор неког државника и друго штампани су најкасније за 24 часа. Београд је био засут лецима ове штампарије; књиге, брошуре, директиве, упутства и друго стизали су у све крајеве земље. Иако су полиција и Гестапо, упорно трагали, вршили препаде на друге легалне штампарије, тражећи у њима илеглну штампарију, она је остала неоткривена све до краја рата.
Престала је да ради када су Немци, 31. августа 1943. године, наредили да се у року од 3 дана иселе сви станари Бањичког венца 12 и суседних кућа, да би се у те зграде уселили њихови официри. Изнета је мала штампарска машина и нешто материјала, а друго је остало у складишту.
Крајем октобра 1943. године Бранко и Слободан су из привременог склоништа, у коме је био после напуштања штампарије, дошли у Крајинску улицу број 24, где је на још почетку окупације било припремљено склониште за потребе штампарије. Крајем године, нова штампарија је почела да ради, и радила је до 29. јула 1944. године. Њен рад је такође значајан за Народноослободилачки покрет, нарочито у Београду и Србији.
Када је дошло до провале штампарије, Гестапо и Специјална полиција су 29. јула 1944. године опколили кућу у Крајинској 24, а затим су почели претрес и хапшење станара који су живели у згради. За то време су Бранко и Слободан успели да спале и униште документацију и архиву штампарије. Када су полицајци кренули у складиште, дочекани су бомбама. Бранко и Слободан су извршили самоубиство пуцавши један другоме у главу. После ослобођења Југославије, њихови посмртни остаци су пренесени и сахрањени на Гробљу ослободилаца Београда 1944.
Указом Президијума Народне скупштине ФНР Југославије број 243/46, 30. априла 1946. за осведочену храброст и херојско држање пред непријатељем, заједно са Слободаном Јовићем, постхумно је одликован Орденом народног хероја.